# GNB5
GNB5 (англ. G protein subunit beta 5) – білок, який кодується однойменним геном, розташованим у людей на короткому плечі 15-ї хромосоми. Довжина поліпептидного ланцюга білка становить 395 амінокислот, а молекулярна маса — 43 566.
| 10         |  | 20         |  | 30         |  | 40         |  | 50         |
| ---------- |  | ---------- |  | ---------- |  | ---------- |  | ---------- |
| MCDQTFLVNV |  | FGSCDKCFKQ |  | RALRPVFKKS |  | QQLSYCSTCA |  | EIMATEGLHE |
| NETLASLKSE |  | AESLKGKLEE |  | ERAKLHDVEL |  | HQVAERVEAL |  | GQFVMKTRRT |
| LKGHGNKVLC |  | MDWCKDKRRI |  | VSSSQDGKVI |  | VWDSFTTNKE |  | HAVTMPCTWV |
| MACAYAPSGC |  | AIACGGLDNK |  | CSVYPLTFDK |  | NENMAAKKKS |  | VAMHTNYLSA |
| CSFTNSDMQI |  | LTASGDGTCA |  | LWDVESGQLL |  | QSFHGHGADV |  | LCLDLAPSET |
| GNTFVSGGCD |  | KKAMVWDMRS |  | GQCVQAFETH |  | ESDINSVRYY |  | PSGDAFASGS |
| DDATCRLYDL |  | RADREVAIYS |  | KESIIFGASS |  | VDFSLSGRLL |  | FAGYNDYTIN |
| VWDVLKGSRV |  | SILFGHENRV |  | STLRVSPDGT |  | AFCSGSWDHT |  | LRVWA      |

A: Аланін

C: Цистеїн

D: Аспарагінова кислота

E: Глутамінова кислота

F: Фенілаланін

G: Гліцин

H: Гістидин

I: Ізолейцин

K: Лізин

L: Лейцин

M: Метіонін

N: Аспарагін

P: Пролін

Q: Глутамін

R: Аргінін

S: Серин

T: Треонін

V: Валін

W: Триптофан

Кодований геном білок за функцією належить до білків внутрішньоклітинного сигналінгу. 
Задіяний у такому біологічному процесі, як альтернативний сплайсинг. 
Локалізований у мембрані.